# أفغوليمونو
أفغوليمونو (باليونانية: αυγολέμονο أو αβγολέμονο)  أو صلصة البيض والليمون هي مجموعة من الصلصات والشوربات المصنوعة من صفار البيض وعصير الليمون الممزوجين بالمرق، ويتم تسخينها حتى تتكاثف. توجد في المأكولات اليونانية والعربية واليهودية السفاردية والتركية والبلقانية والإيطالية.
في المطبخ اليهودي السفاردي يطلق عليه اسم اجريستادا أو السلطة البيضاء، وفي المطبخ الإيطالي، باجنا بروسكا، بروديتاتو، أو المرق. يطلق عليه باللغة العربية الطربية أو البيضة بالليمون «بيض بالليمون». وبالتركية يطلق عليها التربية. كما أنها تستخدم على نطاق واسع في مطبخ البلقان.

## التاريخ
يعتبر الطبق اليوناني الشهير من قبل الأمريكيين، أفغوليمونو هو في الأصل يهودي سفاردي: وصفت كلوديا رودن أجريستادا بأنها «حجر الزاوية في الطبخ السفاردي». صنع اليهود في أيبيريا أغريستادا قبل طردهم من إسبانيا بعصير الرمان الأخضر، أو عصير البرتقال المر، ولكن ليس الخل. في فترات لاحقة أصبح الليمون المكون الحمضي القياسي.

## الصلصة
يستخدم كصلصة في تحضير الدولما الدافئة والخضروات مثل الخرشوف واللحوم المشوية. طبقًا لجويس جولدشتاين ، فإن طبق كرات اللحم يتم تحضيره من خلال قلي كرات اللحم حتى تنضج تمامًا، ثم تحضير الصلصة عن طريق تقليب المقلاة واستخدام عصائر الطهي لتلطيف الأفجوليمونو، والذي يتم تقديمه فوق كرات اللحم.
في بعض مطابخ الشرق الأوسط، يتم استخدامه كصلصة للدجاج أو السمك. وعند اليهود الإيطاليين، يتم تقديمه كصلصة للمعكرونة أو اللحوم.

## الحساء
يمكن أيضًا استخدام الأفغوليمونو لتكثيف الحساء واليخنات. يوفرلايكيا هو حساء يوناني من كرات اللحم مصنوع من الأرز وكرات اللحم المطبوخة في السائل. يضاف الأفغوليمونو إلى الحساء لتكثيفه. حساء ماغريتسا هو حساء يوناني أفغوليمونو من أحشاء الضأن يقدم للإفطار في الصوم الكبير.
بالنسبة لبعض اليهود السفاردية، هذا الحساء يسمى بِ حساء البيض والليمون وهو وسيلة تقليدية لكسر يوم الغفران السريع.
كحساء، عادة ما يبدأ أفجوليمونو بمرق الدجاج، على الرغم من استخدام مرق اللحم (عادة لحم الضأن) أو السمك أو مرق الخضار. عادةً ما يتم طهي الأرز أو الأورزو أو البستينا أو التابيوكا  في المرق قبل إضافة خليط البيض والليمون. يختلف قوامها من الحساء القريب إلى المرق القريب. يتم تقديمه غالبًا مع قطع اللحم والخضروات المحفوظة في المرق.
عادة ما يصنع الحساء من البيض الكامل ، ولكن في بعض الأحيان من صفار البيض فقط. يساهم نشا المعكرونة أو الأرز في استقرار المستحلب.